# El choclo
 (octobre 2021).
Si vous disposez d'ouvrages ou d'articles de référence ou si vous connaissez des sites web de qualité traitant du thème abordé ici, merci de compléter l'article en donnant les références utiles à sa vérifiabilité et en les liant à la section « Notes et références ».
Pour les articles homonymes, voir Maïs (homonymie).
Clip vidéo
[vidéo] « El Choclo - Alberto Castillo (1947) », sur YouTube
El choclo (le maïs, ou l'épi de maïs, en espagnol) est un célèbre tango argentin de l'auteur-compositeur argentin Ángel Villoldo (es), publié pour la première fois en 1903 à Buenos Aires.

## Histoire
Son compositeur le proposa en 1903 à un ami pianiste, José Luis Roncallo, qui se produisait avec son orchestre classique au restaurant El Americano (du 966 rue Cangallo, aujourd'hui rue Teniente General Perón) devant la haute aristocratie de Buenos Aires. L'interprétation des tangos étant alors interdite dans les hauts lieux de Buenos Aires, le morceau fut présenté comme une criolla danza (danse argentine) immédiatement plébiscitée avec un important succès enthousiaste par le public argentin, puis parisien...

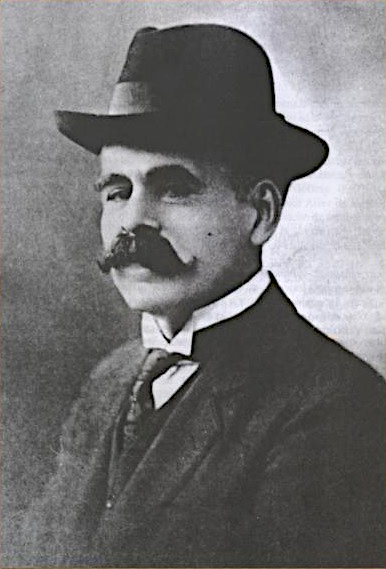
Ángel Villoldo (es)
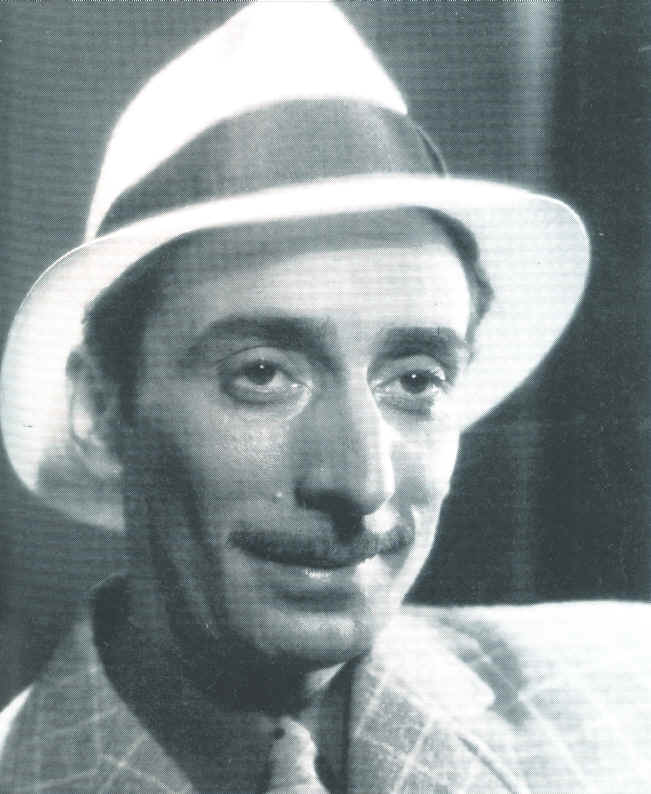
Enrique Santos Discépolo
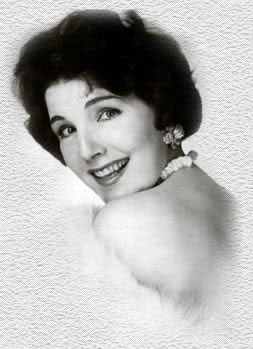
Libertad Lamarque
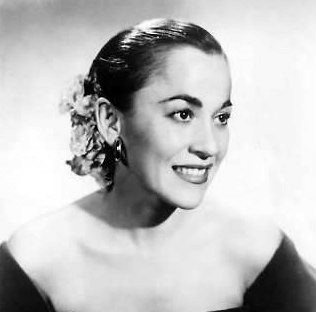
Georgia Gibbs

El choclo signifie « l'épi de maïs ». Angel Villoldo composait des tangos pour avoir de quoi se nourrir, et aurait pour cette raison choisi le nom d'un des ingrédients du puchero (ragoût traditionnel argentin à base de farine de maïs) comme titre. Selon sa sœur, Irene Villoldo « El Choclo » était le surnom d'un homme qui avait des cheveux blonds comme le maïs.

## Reprises et adaptations
Villoldo compléta la version originale instrumentale d’un premier texte en 1905. À la même époque, une version différente aurait été chantée dans les bordels : l'épi de maïs y devenait un symbole phallique. Le chanteur Juan Carlos Marambio Catán (es) écrivit d'autres paroles. En 1947, Enrique Santos Discépolo écrivit à son tour de nouvelles paroles, à la demande de la chanteuse Libertad Lamarque, pour le film mexicain Le Grand Casino (Tampico) premier long métrage de Luis Buñuel.
La chanson adaptée en anglais en 1952 sous le titre Kiss of Fire (Baiser de feu) et interprétée par Georgia Gibbs a été classée aux USA N°1 au Billboard. Elle a aussi été reprise par de nombreux et fameux artistes dont entre autres Carlos Gardel, Louis Armstrong, Nat King Cole, Billy Eckstine, Tony Martin, Caterina Valente, Ikue Mori, Hugh Laurie, Julio Iglesias...

## Au cinéma
- 1946 : Le Grand Casino, premier long métrage de Luis Buñuel (interprétée par Libertad Lamarque)
- 1977 : Valentino, de Ken Russell (biographie de l'acteur Rudolph Valentino) dansé par Rudolf Noureev
- 1992 : Le Temps d'un week-end, de Martin Brest, avec Al Pacino